# Sonic Boom : Le Cristal brisé
Sonic Boom : Le Cristal brisé (Sonic Boom: Shattered Crystal en version originale et Sonic Toon: Island Adventure au Japon) est un jeu vidéo de plates-formes développé par Sanzaru Games et édité par Sega, sorti en 2014 sur Nintendo 3DS. Le jeu s'est fait descendre par les critiques et fait partie de la liste des jeux vidéo les plus mal reçus par la critique.
Il s'agit d'un spin-off de la franchise Sonic the Hedgehog servant de préquelle à la série télévisée éponyme. Avec Sonic Boom : L'Ascension de Lyric sur Wii U, ils sont les pires jeu Sonic et forment la troisième et dernière partie de l'accord d'exclusivité qui lie Sega à Nintendo, après Sonic Lost World et Mario et Sonic aux Jeux olympiques d'hiver de Sotchi 2014.

## Histoire
Sonic et son groupe doivent retrouver Amy et réunir les éclats d’un cristal de pouvoir brisé avant le perfide Lyric.